# Leeds United AFC säsongen 1923/1924
Leeds United AFC säsongen 1923/1924 uppnådde klubbens sitt bästa resultat någonsin då de vann division 2 och därmed uppflyttning till division 1. Den assisterande managern Dick Ray hade lämnat inför säsongen och Dick Norman hade utsetts till ny assisterande manager.
Ett antal icke ordinarie spelare lämnade klubben inför säsongen, bland annat halvbackarna Alf Dark och Jimmy Walton, anfallarna Len Armitage och George Mason samt backen Joe Potts. Den före detta Leeds City FC yttern Ivan Sharpe avslutade sin spelarkarriär.
Nya spelare inför säsongen var anfallaren Bob Fullam, centerhalven Len Baker, målvakten Bill Johnson och vänsterbacken George Speak, den sistnämnda var den ende som deltog i någon större utsträckning under säsongen.
Laget tog sig till tredje omgången av FA-cupen där det blev förlust borta mot Aston Villa FC med 0-3.
Ledande målskyttar var Jack Swann med 18 mål, följt av Joe Richmond med 15 samt Percy Whipp med 11.

## Sluttabell i ligan 1923/1924
Leeds placering i sluttabellen The Football League, division 2 säsongen 1923/1924.
| Nr | Lag              | S  | V  | O  | F  | GM | IM | MS  | P  |
| -- | ---------------- | -- | -- | -- | -- | -- | -- | --- | -- |
| 1  | Leeds United AFC | 42 | 21 | 12 | 9  | 61 | 35 | +26 | 54 |
| 2  | Bury FC          | 42 | 21 | 9  | 12 | 63 | 35 | +28 | 51 |
| 3  | Derby County FC  | 42 | 21 | 9  | 12 | 75 | 42 | +33 | 51 |
| 4  | Blackpool FC     | 42 | 18 | 13 | 11 | 72 | 47 | +25 | 49 |
| 5  | Southampton FC   | 42 | 17 | 14 | 11 | 52 | 31 | +21 | 48 |
| 6  | Stoke City FC    | 42 | 14 | 18 | 10 | 44 | 42 | +2  | 46 |

|  | Football League Second Division mästare. |
|  | Direktkvalificerade till Division 1.     |

### Spelartruppen 1923/1924
Leeds United spelartrupp säsongen 1923/1924.
| Nr | Land      | Pos | Namn                  |
| -- | --------- | --- | --------------------- |
|    | England   | MV  | Billy Down (Ålder:25) |
|    | England   | F   | Albert Duffield (29)  |
|    | England   | F   | George Speak (32)     |
|    | England   | MF  | Harry Sherwin (30)    |
|    | England   | MF  | Ernie Hart (21)       |
|    | England   | MF  | Jim Baker (31)        |
|    | England   | A   | Walter A. Coates (28) |
|    | England   | A   | Percy Whipp (26)      |
|    | Skottland | A   | Joe Richmond (26)     |
|    | England   | A   | Jack Swann (31)       |
|    | Skottland | A   | Joe Harris (31)       |

| Nr | Land      | Pos | Namn              |
| -- | --------- | --- | ----------------- |
|    | Skottland | F   | Bill Menzies (21) |
|    | Irland    | A   | Bob Fullam (26)   |
|    | Indien    | A   | Jack Armand (25)  |
|    | England   | MV  | Bill Johnson      |
|    | England   | MV  | Fred Whalley (24) |
|    | Skottland | F   | Len Baker (25)    |
|    | England   | A   | Alan Noble (23)   |

Spelarnas ålder (inom parentes) beräknas från den 1 september den aktuella säsongen, dvs vid säsonginledningen.